# Rechodes dromedarius
Rechodes dromedarius is een keversoort uit de familie somberkevers (Zopheridae). De wetenschappelijke naam van de soort werd in 1994 gepubliceerd door Roger Dajoz.